# Aceraius oculidens
Aceraius oculidens là một loài bọ cánh cứng trong họ Passalidae. Loài này được Zang miêu tả khoa học năm 1905.